# أشيل فارنولد
أشيل فارنولد (بالهولندية: Achille Vaarnold)‏ (26 يناير 1996 بباراماريبو في سورينام - ) هو لاعب كرة قدم هولندي في مركز الوسط من أصل سورينامي. لعب مع إي زد ألكمار.

## وصلات خارجية
- أشيل فارنولد على موقع قاعدة بيانات كرة القدم.إي يو (الإنجليزية)
- أشيل فارنولد على موقع عالم كرة القدم.نت (الإنجليزية)
- أشيل فارنولد على موقع AS.com (الإسبانية)